# Lista personajelor din Dramă Totală
În această listă pot fi urmărite generațiile de concurenți și prezentatori de-a lungul sezoanelor din seria Dramă Totală.

## Prezentatori
- Chris McLean este primul și cel mai longeviv prezentator al Dramei Totale. Chris poate fi catalogat ca primul antagonist al seriei. Chris a fost descris ca o persoană narcisistă care nu iubește pe nimeni altcineva decât propria persoană. În toată perioada sa de prezentator și gazdă a emisiunii a avut marea plăcere de a tortura concurenții, supunându-i la probe grele, având o plăcere deosebită să audă strigătele de durere și de ajutor, puțin sadic am putea spune. În timpul sezoanelor, Chris a fost văzut în multe ipostaze în care încălca regulile jocului schimbân probele, aducând concurenți în mijlocul sezonului.

| Sezon             | Voce actor      |
| ----------------- | --------------- |
| Primele 6 sezoane | Richard Ballint |

| Sezon                             | Statut      |
| --------------------------------- | ----------- |
| Insula Dramei Totale              | Prezentator |
| Acțiune: Dramă Totală             | Prezentator |
| Turneul Mondial al Dramei Totale  | Prezentator |
| Insula Dramei Totale: Revanșa     | Prezentator |
| Dramă Totală: Reuniunea Vedetelor | Prezentator |
| Dramă Totală: Insula Pacatel      | Prezentator |
| Insula Dramei Totale (2023)       | Prezentator |

- Bucătarul Satâr este persoana căruia nu i se știe numele din istoria Dramei Totale. Bucătarul este co-prezentatorul emisiunii (în foarte puține cazuri), bucătarul concurenților și asistentul lui Chris. Bucătarul a fost văzut de-a lungul celor 5 sezoane în diferite ipostaze și roluri: bucătar, asistent medical, femeie, pilot etc. Este o persoană foarte impulsivă și cu un aspect fizic puțin înfiorător datorită înălțimii sale mari și tatuajul de pe braț, oferindu-i aspect de infractor. În momentele intime, Bucătarul este de fapt o persoană iubitoare și sensibilă. De asemenea, are plăcerea de a vedea concurenții suferind și făcând armată cu ei.

| Sezon             | Voce actor     |
| ----------------- | -------------- |
| Primele 6 sezoane | Sebastian Lupu |

| Sezon                             | Statut                 |
| --------------------------------- | ---------------------- |
| Insula Dramei Totale              | Bucătar Co-Prezentator |
| Acțiune: Dramă Totală             | Bucătar Co-Prezentator |
| Turneul Mondial al Dramei Totale  | Bucătar Co-Prezentator |
| Insula Dramei Totale: Revanșa     | Bucătar Co-Prezentator |
| Dramă Totală: Reuniunea Vedetelor | Bucătar Co-Prezentator |
| Dramă Totală: Insula Pacatel      | Bucătar Co-Prezentator |
| Insula Dramei Totale (2023)       | Bucătar Co-Prezentator |

### Dramă Totală: Cursa Colosală
- Don a fost menționat de FreshTV ca fiind viitorul prezentator al deviaței seriei Dramă Totală. Creatorii seriei animate nu au oferit alte informații despre Don, menționând doar faptul că el va fi gazda seriei ce va urma.

| Sezon                        | Voce actor    |
| ---------------------------- | ------------- |
| Dramă Totală: Cursa Colosală | Ionuț Ionescu |

## Generația Întâi

### Introduși înInsula Dramei Totale
- Beth este născută la o fermă de animale în compania permanentă a părinților, fapt care nu i-a dezvoltat abilitățile de interacționare cu societatea. Beth nu atrage atenția prin lucruri mărețe, ci chiar jenante ca opritul și holbatul la o persoană. Îi place mult să se facă plăcută în fața oamenilor, fiind dependentă de acest lucru. Fiind o fire naivă și sinceră de altfel, a fost adesea ținta antagoniștilor ca Heather (în primul sezon), Courtney și Justin (sezonul doi). Indiferent de aceste situații, Beth a fost perseverentă și luptătoare, fapt care a făcut-o câștigătoarea sezonului doi (în finalul din România). În timpul participării la concurs, Beth a fost prietena cea mai bună a lui Lindsay.

| Sezon                                                                       | Voce actor      |
| --------------------------------------------------------------------------- | --------------- |
| Insula Dramei Totale Acțiune: Dramă Totală Turneul Mondial al Dramei Totale | Mihaela Gherdan |
| Acțiune: Dramă Totală                                                       | Linda Gyorgy    |

| Sezon                            | Statut     |
| -------------------------------- | ---------- |
| Insula Dramei Totale             | Concurent  |
| Acțiune: Dramă Totală            | Concurent  |
| Turneul Mondial al Dramei Totale | Comentator |
| Insula Dramei Totale: Revanșa    | Cameo      |

- Bridgette este o fire calmă ce adoră să facă surf și iubește animalele. Este vegetarină, spunând că animalele trebuie iubite și nu mâncate. Îi place mult mediul plăcut, calm și îi place să facă parte dintr-un colectiv unit, iar în Dramă Totală ea nu a găsit acest lucru. O calitate a ei este faptul că nu poate sta supărată mult timp pe cineva. Pe parcursul celor trei sezoane competitive, Bridgette a fost văzută luptând pentru premiu, fiind victimă a altor concurenți (ca Alejandro) în timpul probelor. În concurs la cunoscut pe Geoff cu care a început o relație, fiind prezentatorii emisiunii Urmările Dramei Totale în sezonul al doilea și al treilea.

| Sezon             | Voce actor       |
| ----------------- | ---------------- |
| Primele 4 sezoane | Ilinca Ghimbășan |

| Sezon                            | Statut                       |
| -------------------------------- | ---------------------------- |
| Insula Dramei Totale             | Concurent                    |
| Acțiune: Dramă Totală            | Concurent Prezentator Urmări |
| Turneul Mondial al Dramei Totale | Concurent Prezentator Urmări |
| Insula Dramei Totale: Revanșa    | Cameo                        |

- Cody Emmett Jameso Anderson este un tocilar al lumii IT care se vede mereu feblețea femeilor, însă acestea cred totul opusul despre el. Îi place mereu să fie înconjurat de oameni ,,cool,, pentru a se simți și el la fel. Fiind concurent, acesta a încercat timp de 3 sezoane să concureze cu Trent pentru Gwen, deși acesta a fost refuzat de ea în repetate rânduri, devenind enervant pentru insistențele lui. Cu participarea sezonului 3, Cody a avut parte de un lucru măreț pentru el, fiind printre ultimii trei, însă a fost sufocat tot sezonul de Sierra, nou concurentă care știa totul despre toți, mai ales despre el. Cu timpul Cody ,,acceptă,, oarecum sentimentele ei, însă fără a avea o relație cu ea. Cody a fost membtu a formației Frații Dramei Totale, alături de Trent, Justin și Harold.

| Sezon             | Voce actor  |
| ----------------- | ----------- |
| Primele 5 sezoane | Paul Zurbău |

| Sezon                             | Statut     |
| --------------------------------- | ---------- |
| Insula Dramei Totale              | Concurent  |
| Acțiune: Dramă Totală             | Comentator |
| Turneul Mondial al Dramei Totale  | Concurent  |
| Insula Dramei Totale: Revanșa     | Cameo      |
| Dramă Totală: Reuniunea Vedetelor | Menționat  |

- Courtney spune despre sine că este un lider înnăscut și adoră să preia controlul asupra fiecărei situații. Este extrem de autoritară, competitivă, critică, manipulitoare, perfecționistă dar cu un spirit civic, fiind mereu în autorul concurenților pentru a dovedi calitățile. Courtney este văzută uneori ca un antagonist când vine vorba de lupta pentru premiu. Timp de aproape 3 sezoane a avut o relație cu Duncan și mici flirturi cu Alejandro (în sezonul 3), dar având fixuri și vrând să conducă relația, totul s-a distrus între ea și Duncan. Despărțirea de Duncan a stricat și prietenia ei cu Gwen, fiind până atunci cele mai bune prietene. În sezonul 5, Courtney și-a reabilitat relația cu Gwen și a format încet, încet o relație cu Scott.

| Sezon                                                                       | Voce actor    |
| --------------------------------------------------------------------------- | ------------- |
| Insula Dramei Totale Acțiune: Dramă Totală Turneul Mondial al Dramei Totale | Lucia Rogoz   |
| Acțiune: Dramă Totală                                                       | Ioana Dagău   |
| Dramă Totală: Reuniunea Vedetelor                                           | Iulia Tohotan |

| Sezon                             | Statut               |
| --------------------------------- | -------------------- |
| Insula Dramei Totale              | Concurent            |
| Acțiune: Dramă Totală             | Comentator Concurent |
| Turneul Mondial al Dramei Totale  | Concurent            |
| Insula Dramei Totale: Revanșa     | Cameo                |
| Dramă Totală: Reuniunea Vedetelor | Concurent            |

- DJ Devon Joseph poate fi descris ca și ,,copilul lui mama,,. Deși dimensiunea corporală este mare, DJ ascunde în el o persoană timidă și fricoasă. DJ pune în prim plan valorea umană mai presus decât milionul de dolari la care a participat timp de 3 sezoane. DJ iubește de asemenea animalele, adoptând câteva, deși în sezonul 3 ironia l-a adus ca dușman al acestora. Compasiunea lui față de animale l-a făcut unul din concurenții preferați ai fanilor. De asemenea, DJ își respectă și își iubește mult mama, fiind capabil să renunțe la banii puși în joc pentru ea. DJ este cunoscut pentru talentul său la dans și calitățile sale culinare excepționale.

| Sezon             | Voce actor      |
| ----------------- | --------------- |
| Primele 5 sezoane | Petre Ghimbășan |

| Sezon                            | Statut    |
| -------------------------------- | --------- |
| Insula Dramei Totale             | Concurent |
| Acțiune: Dramă Totală            | Concurent |
| Turneul Mondial al Dramei Totale | Concurent |
| Insula Dramei Totale: Revanșa    | Cameo     |

- Domnul Nucă de Cocos a fost la început o simplă nucă de cocos găsită și luată de Owen în primul sezon și oferită un design printr-un păr verde și cotur de ochi roșu. Dl. Nucă de Cocos nu a fost un concuent propriu zis, însă a fost eliminat și adăugat la lista de elimări. Dl. Nucă de Cocos a fost văzut apoi pe parcursul sezoanelor în apariții cameo.

| Sezon                             | Statut    |
| --------------------------------- | --------- |
| Insula Dramei Totale              | Concurent |
| Acțiune: Dramă Totală             | Cameo     |
| Turneul Mondial al Dramei Totale  | Cameo     |
| Dramă Totală: Reuniunea Vedetelor | Cameo     |

- Duncan este un delicvent ce ascultă rock și arată cu un rocker, care provine dintr-o familie de polițiști. Din cauza comportamentului său, Duncan și-a petrecut mult timpul prin școlile de corecție. Este o persoană sarcastică, ironică și batjocoritoare. Duncan adoră să provoace și să râde de necazul altora. Harold a fost una din victimele sale, având un conflict de lungă durată cu acesta. Adoră să se bage mereu în belele și să facă lucruri care să îi arate adevărata răutate. În ciuda comportamentului său, Duncan nu a fost văzut niciodată ca un antagonist și asta l-a făcut preferatul fanilor. Este o fire ambițioasă, închisă în sine și pusă pe fapte mari, mai bine zis rele. Deși faptele spun toate aceste lucruri, timpul a arătat și parte chiar foarte sensibilă a lui Duncan. Pe parcursul apariției lui în concurs, Duncan a fost prins într-un conflict amoros. După ce a avut o relație, cu mari dificultăți cu Courtney, acesta a avut o relație ascunsă cu Gwen, care a fost dezvăluită de Tyler sub presiunile lui Alejandro. În sezonul 5, Duncan a fost părăsit și de Gwen.

| Sezon             | Voce actor    |
| ----------------- | ------------- |
| Primele 5 sezoane | Adrian Moraru |

| Sezon                             | Statut    |
| --------------------------------- | --------- |
| Insula Dramei Totale              | Concurent |
| Acțiune: Dramă Totală             | Concurent |
| Turneul Mondial al Dramei Totale  | Concurent |
| Insula Dramei Totale: Revanșa     | Cameo     |
| Dramă Totală: Reuniunea Vedetelor | Concurent |

- Eva este unul din concurenții competitivi și puternici fizic, dar are o mare problemă în auto-control. Eva este cunoscută pentru comportamentul ei agresiv și impulsiv, mai ales pentru crizele ei de furie. În cea mai mare parte, Eva este văzută sub efectul nervilor, fără să îi fie văzută și cealaltă latură. Rareori a fost văzută râzând și o dată fiind atrasă de Justin. Eva nu are prieteni, deși Noah și Izzy au fost concurenții care au reușit să îi intre în anturaj. Eva adoră sportul și este una din cele mai puternice fete din generațiile Dramei Totale.

| Sezon             | Voce actor  |
| ----------------- | ----------- |
| Primele 3 sezoane | Lucia Rogoz |

| Sezon                            | Statut     |
| -------------------------------- | ---------- |
| Insula Dramei Totale             | Concurent  |
| Acțiune: Dramă Totală            | Comentator |
| Turneul Mondial al Dramei Totale | Comentator |
| Insula Dramei Totale: Revanșa    | Cameo      |

- Ezekiel este un băiat naiv crescut acasă, la o fermă. Ca și în cazul lui Beth, dar mai avansat, lipsa de colectiv la făcut pe Ezekiel să fie un anti-social care nu se știe comporta într-un colectiv. Deși intențiile sale au fost în general buni și inofensive, lipsa de societate l-au determinat să aibă un comprtament ,,animalic,, și lipsit de maniere. Faptul că a fost crescut doar în colectivul familiai, Ezekiel și-a format principii despre viață foarte greșite. Deși a fost primul eliminat din istoria serialului, Ezekiel, s-a reîntors în sezonul 3 pentru a-și lua revanșa, dar cu aceleași tabieturi greșite, care i-au adus din nou prima eliminare a sezonului. Refuzând să fie umilit din nou, Ezekiel decide că eliminarea nu a fost corectă și se ascunde în Avion pe tot parcursul sezonului 3. Ascunsul prin cala avionului a avut câteva efecte negative asupra lui: s-a înverzit, achelit, hainele toate erau rupte și mirosea și și-a pierdut vorbitul, având instincte animalice în el, devenind foarte periculos și atacând pe toată lumea.

| Sezon                                                                       | Voce actor      |
| --------------------------------------------------------------------------- | --------------- |
| Insula Dramei Totale Acțiune: Dramă Totală Turneul Mondial al Dramei Totale | Petre Ghimbășan |
| Insula Dramei Totale: Revanșa                                               | Florian Silaghi |

| Sezon                             | Statut     |
| --------------------------------- | ---------- |
| Insula Dramei Totale              | Concurent  |
| Acțiune: Dramă Totală             | Comentator |
| Turneul Mondial al Dramei Totale  | Concurent  |
| Insula Dramei Totale: Revanșa     | Cameo      |
| Dramă Totală: Reuniunea Vedetelor | Cameo      |

- Gwen - Fiică a unei mame singure, Gwen e o fată care a crescut mai mult singură, având grijă de fratele ei. Asta nu e o problemă pentru Gwen, căci îi place să-și ajute mama și se distrează de minune cu frățiorul ei. Ca atunci când au pus bucăți de carne de vită în piscina comunității. (Cel puțin câinii vecinilor s-au bucurat!) Singurul lucru care o pasionează pe Gwen e arta sa. Se pierde desenând cine știe ce ore întregi, iar ce-i place să facă cel mai mult e să meargă în centru sâmbăta și duminica și să se uite la oameni. I s-a spus că are talent și speră să facă o carieră din asta.  Gwen e singuratica școlii pentru că așa vrea ea. Nu are nevoie să stea toată ziua cu niște tocilari numai pentru a avea o părere mai bună despre sine, iar ultimul lucru pe care l-ar face ar fi acela de a fi în pas cu moda. Ar putea ține pasul cu Trent sau cu Duncan, poate, dar cu moda nu. De fapt, ea își dorește să nu fi dat proba pentru Insula Dramei Totale. A făcut-o pentru că fratele ei a provocat-o,dar nu credea că o vor alege tocmai pe ea.Dar acum că a fost aleasă, s-a gândit să scoată tot ce-i mai bun din chestia asta. Planul ei e să joace până la final pentru a le dovedi tuturor ce idioți sunt. În plus, dacă ar câștiga cei 1 milion de dolari, viața ei și a mamei sale ar fi mult mai ușoară, dar Gwen e adversara lui Heather, mereu se ceartă. A fost concurentă și în "Acțiune: Dramă Totală" și în ”Turneul Mondial al Dramei Totale”. În al doilea sezon ea se desparte de Trent și se cupleaza cu Duncan". Totuși, în sezonul 5, Gwen și Duncan se despart. Este jucată în sezoanele 1-3 de Adela Lazăr și în sezonul 5 de Anda Tămășanu.
- Harold este un găligan dureros de ciudat. Un tocilar sută la sută. Are câteva talente ciudate care sunt extrem de rău-văzute într-un liceu, dar care aici i se vor dovedi foarte utile, precum talent la tras cu arcul, cunoașterea citirii hărților cu un compas, și alte informații aflate pe când era cercetaș. Este genul de om pe care îl admiri pentru că nu se lasă afectat de ceea ce spun alții despre el. Ca majoritatea adolescenților, pretinde să facă din orice o tragedie și are tendința să spună lucruri precum „aceasta e cea mai groaznică zi a vieții mele". Are o inimă curată și crede în el însuși, iar aceste două trăsături îl vor duce departe. Este jucat de Rin Tripa.
- Heather este minunată, dar malefică. Are trăsături exotice, de polineziană, și a fost încurajată să pozeze din adolescență pentru reviste. Această fată e aici ca să caștige, și are toate atuurile unui bun politician care vrea să reușască: arată bine, e încrezătoare, e un bun lider și își urmărește scopul. Poate fi necruțătoare, iar aliații îi sunt dragi doar atât timp cât îi sunt utili. Îndrăznește să o înșeli și vei plăti pentru asta. Cu mare talent pentru manipulare, practic cea mai pregătită persoană în acest domeniu, Heather este decisă fără dubiu să își atingă scopurile, indiferent de ce presupune acest lucru. Nu-i e frică să se ude, să cadă sau să se murdărească . . . dar e cu atât mai bine dacă va reuși să convingă pe altcineva s-o facă în locul ei. Abia mai încolo aflăm de unde se trag rădăcinile acestei răutăți: mai demult era o tipă grasă, cu aparat dentar, plină de coșuri și lipsită de stil. Ceea ce se cheamă loser. O s-o vezi îngropată în dulciuri sau mâncăruri picante, până în momentul în care decide că trebuie să devină plăcută pentru ceilalți. E genul de fată care nu suportă să fie văzută fără machiaj sau cu părul ud, o persoană care nu se iubește pe sine însăși în profunzime. Este jucată de Ioana Dagău.
- Izzy este puțin cam . . . nebună. Este aeriană, încântată să fie aici și extrem de imprevizibilă. Dacă acum s-ar putea îndrăgosti nebunește de tine, peste un minut ar fi în stare să te arunce la urși. Are o predispoziție pentru crize emoționale, povești foarte exagerate și urmărirea obsesivă a băieților drăguți. V-a minți pe orice temă fără să clipească: nu doar pentru a-și scăpa pielea, ci pentru că e pur și simplu ciudată. Nu există nici o formulă care să determine comportamentul ei, tot ce trebuie e să te aștepți la orice. Există șanse mari să se îndrăgostească de cineva la fel de dezaxat ca și ea, de exemplu Owen. Este jucată de Gabriela Codrea.
- Justin este votat să plece destul de repede, dar convins că va primi reacții pozitive pentru că e atât de simpatic. Nu vorbește mult, dar este foarte muncitor și are un corp perfect modelat, fără ca și atitudinea lui să fie la fel. Fetele se opresc pur și simplu din orice pentru a se uita la el. Este făcut pentru momente-Baywatch, cum ar fi să-și arunce o găleată cu apă rece pe el, desigur, moment înregistrat în slow motion, când este încălzit. Este tipul care-ți taie respirația când te uiți la el. E jucat în sezonul 1 de Alexandru Rusu și în sezonul 2 de Petre Ghimbășan.
- Katie a fost concurent la Insula Dramei Totale dar nu a concurat nici în Acțiune Drama Totală sau în Turneul Mondial al Dramei Totale, dar apare în Urmările Eliminărilor, ca un comentator. Katie a venit la Insula Dramei Totale cu "CNBP" (cea mai bună prietenă a ei) a ei, Sadie. Katie s-a întâlnit prima dată cu Sadie, atunci când au devenit vecini și ei au devenit inseparabili, atunci când erau mai tinere și au fost de atunci. S-au alăturat pe Insula Dramei Totale pentru a deveni prietene, chiar mai strânse decât înainte. Desi ea si Sadie sunt foarte asemănătoare în personalitate și interese, Katie pare a fi una mult mai atletică dintre cele două prietene. Ea este dovedită a avea un sens rău de direcție, care se încheie prin a fi căderea ei mai târziu în competiție. Katie, nu pentru a beneficia de Acțiunea Dramei Totale, nici nu se va întoarce pentru a fi în Turneul Mondial al Dramei Totale, dar apare în continuare în Urmările Eliminărilor, în cazul în care, ca întotdeauna, ea este văzută cu prietena ei cea mai bună. Ea si Sadie sunt două dintre cei 15 concurenți originali care nu au avut o apariție cameo în Insula Dramei Totale: Revanșa. E jucată în sezonul 1 de Mihaela Gherdan și în sezonul 2 de Anca Sigmirean.
- Leshawna este de culoare și de mare excepție! Este corpolentă, conduce totul și e aici ca să rămână! Un lider înnăscut, crescut pe partea greșită a baricadei, care ți-o va întoarce imediat dacă îndrăznești să te pui cu ea. Se ghidează după înfățișare și este una dintre puținii care merg umăr la umăr cu Heather. Are multă încredere, puțină răbdare, dar și o inimă de aur și e gata să întindă o mână de ajutor oricui ar avea nevoie. Are suflet mare, dar nu poate fi fraierită, așa că nici nu îndrăzni să încerci să-i joci vreo festă. Poate că Leshawna are școala vieții și se descurcă pe stradă, dar în sălbăticie este complet pierdută și mai are multe de învățat despre cum poți supraviețui. E jucată de Corina Cernea.
- Linsday este cea mai drăguță fată din tabără și - dacă natura e sinceră cu sine până la capăt - și cea mai prostuță făptură pe care ai întâlnit-o vreodată. Alunecă imediat lângă Heather și atrage imediat atenția băieților: ea și Tyler sunt împreună încă din prima zi a competiției. Este adoptată rapid de Heather, care o consideră mignona ei simpatică, iar ea o lasă pe Heather să gândească mereu în locul său. Toate până la a se murdări sau a i se deranja coafura. Este entuziastă și urăște confruntările. Se va vedea că - deși urăște să i se deranjeze părul - este o sportivă cu mult talent. Nu face nimic fără a se consulta în prealabil cu Heather, nici măcar la plimbare cu băieții nu iese. E posibil ca la un moment dat să-și schimbe atitudinea și să se revolte. E jucată de Anca Sigmirean.
- Noah este un adolescent care este extrem de inteligent, dar cinic și considerabil leneș. Pe Insula Dramei Totale, în cazul în care a fost în echipa Popândăilor Gălăgioși, aceasta a dus la căderea lui atunci când a refuzat să participe la provocarea Dodgeball cu totul, neacordând atenție la concurs, chiar dacă toată lumea a fost la joc. Când Popândăii au pierdut provocare, el a enervat toată lumea pentru un "efort slab", care a câștigat furia colegilor săi. Deoarece el nu a participat la joc, el a fost eliminat. În timpul șederii sale în Playa Losers Des, Noah a dezvolta o prietenie strânsă cu Izzy și Eva, și ei au participat în cele din urmă ca o echipă în Insula Dramei  Totale dar în cele din urmă el și Eva nu s-au califică pentru Acțiunea Dramei Totale. În Turneul Mondial al Dramei Totale el este pus în echipa Chris e foarte foarte foarte foarte tare. El își dă seama de răutatea lui Alejandro, iar acesta îi convinge pe Tyler și Duncan să-l voteze pe Noah. E foarte bun prieten cu Owen, cel puțin în al 3-lea sezon. E jucat în sezonul 1 de Emil Sauciuc și în sezonul 3 de Adrian Moraru (în câteva episoade de Rin Tripa).
- Owen - Fiind mezinul unei familii cu trei copii, Owen nu e stresat cu ce se va întâmpla cu viața lui. Fiind cel mai mic din familie, părinții îl lasă să facă tot ce vrea, ceea ce nu e mult, dacă nu luăm în considerare faptul că e fundamental să te scarpini și să mănânci chestii crocante. În cazul acesta, Owen s-a întrecut pe sine. Lui Owen nu-i place nimic mai mult decât mirosurile și sunetele proprii. Adoră chestiile pe care le scoate din corpul său. (Să spunem că n-ar fi bine să-l lăsăm pe lângă flacăra deschisă după ce a mâncat iahnie de fasole). În copilărie și-a băgat capul într-un acvariu cu pești doar pentru a vedea dacă încape și s-a înțepenit. A trebuit să meargă la spital pentru a-i fi scos. (A repetat isprava săptămâna trecută pentru a vedea dacă se va întâmpla la fel. Și s-a întâmplat). În ciuda defectelor sale (și are multe) Owen are un suflet bun. Nu îi pasă cine ești. Dacă îți place să te distrezi, va deveni prietenul tău cel mai bun. Prietenii îl știu și sub numele de: Baiatul-care-ar-face-orice-la-o-provocare-mai-ales-dacă-premiul-constă-în-multe-clătite. Acesta e un lucru bun când cineva are nevoie de el pentru a-i face curat, căci pe Owen nu îl deranjează murdăria. De fapt, se mândrește că are centura maro la judo. (De fapt e galbenă,dar a pătat-o cu sos). Owen mănâncă foarte mult! Ar mânca orice dacă se poate. Owen a dat probă pentru Insula Dramei Totale. El zice că aici pe insulă e super: e plin de fete în costume de baie și ecoul pârțurilor se aude de la mare depǎrtare. A fost concurent și în următoarele două sezoane. A câștigat la "Insula Dramei Totale" dar nu și la celelalte două sezoane, el a câștigat primul sezon. E jucat de Florian Silaghi.
- Sadie a fost concurent la Insula Dramei Totale dar nu a concurat nici în Acțiune Drama Totală sau în Turneul Mondial al Dramei Totale, dar apare în Urmările Eliminărilor, ca un comentator. Ea și Katie sunt bune prietene și au fost mereu împreună de când erau copii. Ea o consideră o soră pentru ea și a început să plângă cand ele două s-au despărțit.  Ea este dovedită a fi mai logică decât Katie și cel mai probabil, are un bun simț al direcției, deși spre deosebire de Katie, ea nu are permis de conducere. Sadie, de asemenea, pare a fi mai atletică decat Katie, indicată în special în episodul cu Dodgebrawl. Ea si Katie sunt două dintre cei 15 concurenți originali care nu au avut o apariție cameo în Insula Dramei Totale: Revanșa. E jucată de Corina Cernea.
- Trent: Inteligent. Cu sarcasm sec. Misterios și "hot", nu urmărește să devină popular, așa cum se întâmplă cu Geoff - dar este popular tocmai pentru că nu-i pasă de asta. Cântă la chitară și este puțin introvertit. Este deseori tipul puternic și vocea rațiunii și destul de relaxat. Nu încalcă regulile puse de oamenii mari, dar asta ar putea fi șansa lui să se revolte împotriva autorității și să-și găsească drumul. Are un umor foarte sec. Diaspare într-o aură de mister - probabil alungat de pe insulă pentru încălcarea vreunei reguli esențiale. E jucat de Petre Ghimbășan.
- Tyler este un sportiv care promovează adesea abilitățile sale presupuse atletice, dar, în realitate, este lipsit de tact și rău la sport. În Insula Dramei Totale, el a fost pus în echipa Bibanii Distrugărori, în cazul în care lipsa lui de competență a devenit evidentă în ambele provocări Dodgeball (în cazul în care bilele aruncate de el a lovit tot, dar alta echipa), și arată talentul (în cazul în care el a încercat să impresioneze echipa lui cu trucurile cu yo-yo, dar a ajuns legarea sa cu el în schimb). Deși el se dezvoltă o poveste de dragoste in devenire, cu Popândăul Lindsay (care a fost respinsă de Heather), el a fost eliminat în cele din urmă din cauza fricii sale de pui. Cu toate acestea, el a făcut o impresie de durată pe Lindsay, care ocazional pini pentru el, chiar și în Acțiunea Dramei Totale, unde a ieșit din joc. Dar el sa întors Turneul Mondial al Dramei Totale și a fost introdus în echipa Chris este foarte foarte foarte foarte tare. Lindsay a uitat cine a fost în primele câteva episoade, dar și-a amintit mai târziu. El devine, de asemenea, prieten cu Alejandro, și formează o alianță cu el mai târziu pentru a vota pe Duncan, după ce a asistat atât Duncan și Gwen s-au sărutat în baia confesională și a spus acest lucru lui Courtney în următorul episod. În timpul acestui sezon, Tyler este mult mai competent în concurență decât a fost în primul sezon. El este chiar singurul responsabil pentru victoria echipei sale prima dată când el a salvat viețile lor, trăgând sania echipei de pe o stâncă, care a determinat-o să treacă linia de sosire. Un gag de rulare este faptul că Tyler pare să fi fost grav rănit, în fiecare episod în care a apărut, și aceasta este ceea ce cauzează eliminarea sa din "The Ex-Files", după ce a călcat pe o mină și a explodat, atât el însuși, și echipa lui. Din aceasta cauza, Alejandro l-a convins pe Duncan să-l voteze afară. El este văzut la în episodul final cu Lindsay. El este unul din cei 15 concurenți originali, care nu are un cameo in Insula Dramei Totale: Revanșa. E jucat în sezonul 1 de Petre Ghimbășan și în sezonul 3 de Pavel Sârghi în majoritatea episoadelor și de Florian Silaghi în episoadele 4, 5, 8, 10.

### Introduși înTurneul Mondial al Dramei Totale
- Alejandro este unul din cei doi concurenți noi din Turneul Mondial al Dramei Totale, în cazul în care el este antagonist, precum și câștigătorul oficial. El este nemilos în competiție, și descrie ceilalți concurenți a fi nereturnabili. El își petrece majoritatea sezonului manipulând diverși alți concurenți și a îi elimina. El urăște să fie numit "Al", pentru că fratele său mai mare, Jose îl chema așa atunci când îl pierdea. El este dovedit a avea o pasiune pentru Heather, la care ea folosește pentru a profita de el în finala în cele din urmă și-l învinge, chiar dacă el încă mai câștigă. El este cauzat de mai multe eliminări ale concurenților. El a câștigat Turneul Mondial al Dramei Totale, în ciuda acțiunilor când Heather l-a împins de pe vulcan. Alejandro a câștigat când Heather i-a aruncat din greșeală manechinul în vulcan, oferindu-i victoria. El este indicat a fi pus într-un robot, din cauza deformari sale fizice și el strigă în agonie după ce a auzit vestea îngrozitoare despre banii lui care s-au ars în sus.  El este unul din cei 15 concurenți originali, care nu are un cameo in Insula Dramei Totale: Revanșa, deși el este văzut în episodul 1 purtând încă costum de robot,el este castigatorul sezonului trei. E jucat de Sorin Ionescu.
- Sierra este un fan înfocat al Dramei Totale și deține 16 fan site-uri ale Dramei Totale. Ea are o enciclopedie despre fiecare concurent și de asemenea despre Chris și despre Bucătar. Ei îi place de Cody dar se pare că lui nu îi place compania ei. De ziua lui Cody, Sierra i-a pregătit un tort dar în loc de lumânări a pus niște artificii care au explodat și au distrus avionul, asta ducând la eliminarea ei. E jucată în sezonul 3 de Mihaela Gherdan și în sezonul 5 de Gabriela Codrea.
- Blaineley a fost introdusă pentru prima oară în ultimul episod din Acțiune: Dramă Totală, Vânătoarea de vedete, ca o co-prezentatoare a showului alăruri de Josh. A fost după aceea angajată ca co-prezentatoare la Urmările eliminărilor Turneului Mondial al Dramei Totale alături de Geoff. Ea s-a alăturat în concurență în episodul Cascada Niagara pentru că a câștigat din greșeală un concurs în episodul trecut răspunzând la întrebarea lui Beth. A fost eliminată în episodul Chineză Fals împreună cu Courtney. Numele ei adevărat este „Mildred”. E jucată de Lucia Rogoz.

### Introduși înInsula Dramei Totale: Revanșa
- Anne Maria - cea mai buna calitate a ei este aceea ca se considera cea mai frumoasa fata din competitie. Ea are, de asemenea, un puternic accent de Brooklyn, sugerand cu tarie ca ea este din New York. Muzica preferata este cea tehno iar culoarea preferata este violet si mancarea preferata fiind inghetata Gelato. Se îndrăgostește de Vito, una din personalitățile lui Mike. Se autoelimină deoarece crede că Ezekiel i-a oferit un diamant real și că va deveni bogată.
- B (Beverly) - i se mai spune si tacutul B fiind numit si cel mai mare geniu tacut. El este foarte mare dar si foarte inteligent. Este primul concurent din Drama Totala care nu vorbeste. In geaca sa el are foarte multe unelte care ii sunt de folos dealungul competitiei. Este eliminat din cauza lui Scott, care-i face pe toți să creadă că B, pentru că nu vorbește, nu e demn de încredere.
- Brick (Brick MacArthur) este un respectuos cadet militar ce vine din Fortele Armate. Cea mai buna calitate a lui este lucrul in echipa deoarece el nu lasa in urma niciun cadet. Culoarea preferata este verdele de armata, muzica preferata este Reveille, mancarea preferata este orice serveste bucatarul la cantina. Este într-o continuă competiție cu Jo. Este eliminat, de asemenea, de Scott, fiindcă își schimbă echipa iar Scott le fură lui Sam, Fulger și celorlalți colegi de echipă lucrurile și dă vina pe Brick.
- Cameron este tocilarul de pe insula, inlocuitorul lui Harold. Cea mai buna calitate a lui este ca este dragut cu toti, muzica preferata este Tina Summer, culoarea preferata este violet si rosu iar mancarea preferata este Plunkaroos. Deși pare un pămpălau, ajunge în finala sezonului 4 și chiar îl câștigă.
- Dakota (Dakota Milton) este tipul negustorului de faima. Este o fata innebunita dupa faima reprezentand tipul lui Paris Hilton. Ea ar face orice pentru a deveni faimoasa dar toate tentativele ii sunt oprite de Chris. Cea mai buna calitate ai ei este ca arata bine in fata camerei de filmat, muzica preferata este cea pop, iubeste culoarea roz iar mancarea preferata este salata sanatoasa. Îi place foarte mult de Sam. Din cauza deșeurilor toxice, ajunge un mutant.
- Dawn (Molly) este o fata blonda, linistita si este vazuta de obicei meditand. Ea este pasnica si îi place sa se ocupe cu natura. Cea mai buna calitate a ei este aceea ca ii place sa citeasca aura oamenilor. Muzica preferata este cea a lui Kenya Lennan deoarece este calma si linistitoare, culoarea preferata este verde deoarece este culoarea pamantului, mancarea preferata sunt burgeri de soia si cartofii prajiti din tofu. E eliminată din cauza lui Scott pentru că Dawn își dă seama de răutatea lui.
- Jo (Mary) este o femeie atletica si puternica fiind similara Evei din sezoanele anterioare. Muzica preferata este muzica de antrenament iar culoarea preferata este verde. Fulger crede, timp de tot sezonul, că e un băiat. E într-o continuă competiție cu Brick și cu Fulger.
- Fulger (Lightning) este un atlet perfectionist, ceea ce înseamna ca el face întotdeauna mai mult decât ceea ce se cere. este un magnet pentru durere fiind similar lui Tyler din sezoanele trecute. Obține locul 2, fiind învins în finală de Cameron.
- Mike este tipul perfect, dar numai când e el însuși. El suferă de o boală rară, numita "sindromul multipersonalitate". Doar să inspire adânc și poate deveni: Chester (un bătrân arțăgos), Svetlana (o gimnastă rusă), Vito (un italian dur și bronzat căruia îi place de Anne Maria) și Manitoba Smith (un australian aventuros). De la începutul sezonului, Mike se îndragostește nebunește de Zoey, dar personalitațile sale îl împiedica sa o cucerească. Când a revenit în al cincilea sezon, el a fost însoțit de o nouă personalitate: Maleficul. Mike seamana partial cu Flint Lockwood din Cloudy with a Chance of Meatballs. El ajunge chiar în finala sezonului 5. Eliminarea lui din sezonul 4 e din cauza lui Scott, care, câștigând proba, are dreptul de a elimina un concurent. Scott îl elimină pe Mike. Înainte de asta, Scott află scecretul lui Mike, și îl obligă să-l ajute pentru a nu i-l spune lui Zoey. Cea mai puternica personalitate alternativa a lui este Mal, care se dovedeste a fi un geniu malefic, precum si un bun luptator si un manipulator excelent. Mal reuseste sa retina controlul asupra lui Mike si remodeleaza subconstientul sub propria dorinta, astfel incat sa poata accesa personalitatile alternative, iar in joc, il imita pe Mike pentru a nu trezi suspiciuni asupra planurilor sale,el este castigatorul oficial.
- Sam este un pasionat al jocurilor video tot timpul el jucandu-se pe un Nintendo DS. Sam este dispus intotdeauna sa explice regulile jocului Cave Conquerers. Melodia preferata este melodia de incepere a jocului Mario, culoarea preferata este rosu iar mancarea preferata sunt snacks-urile sarate. Îi place foarte mult de Dakota.
- Scott este un barbat nesincer, care va face orice pentru a câstiga, deoarece el are capacitatea de a face pe oameni sa faca ceea ce vrea sa faca. Pe parcursul sezonului 4 le-a făcut înscenări concurenților, printre care B și Dawn. Muzica preferata este Kan’Ya East, culoarea preferata este albastru si verde si manance orice bucatarul nu gateste. E rănit de rechini, și, până la finalul sezonlui, trebuie să stea într-o mașinărie.
- Staci a visat o data ca stra-stra-unchiul ei a spus tot felul de minciuni nebunesti, determinând-o sa vorbeasca cu toata lumea despre stramosii ei si afla despre modul în care stramosii ei au creat multe lucruri frecvent utilizate. Este prima concurenta care paraseste competitia.
- Zoey este o fata distractiva si poarta in par o floare. Designul ei este similar cu ex-concurenta Heather, desi ea devine apropiata de toata lumea. Muzica preferata este The Beatles, culoarea preferata este rosu, dar si albastru, mancarea preferata sunt fructele in special portocalele. Îl place foarte mult pe Mike, dar personalitățile sale multiple o cam enervează, mai ales Vito deoarece acesta o place pe Anne Maria. A ajuns în primele 3 locuri în ambele sezoane în care a participat.

### Introduși înDrama Totală: Insula Pacatel
- Amy - Amy împreună cu Samey sunt surori gemene. Ea este cea mai răutăcioasă dintre gemene fiind opusul surorii sale. Este deobicei nervoasă, agresivă, morocănoasă și este cel mai viclean și deștept concurent. Poate de asemenea să manipuleze persoane (de exemplu pe Samey și Rodney). O vede pe sora ei ca fiind cea mai slabă și mereu îi dă ordine. Ea și sora ei sunt majorete.
- Beardo - DJ-ul farsor Beardo este un tip macabru, fricos și amuzant cu o freză afro imensă și barbă pletoasă. Când vorbește o face în stil rap. Este capabil de a produce efecte sonore, asta enervându-i pe ceilalți. Este primul concurent care părăsește concursul.
- Dave - El este un băiat normal și drăguț, dar pesimist, ce face adesea remarci sarcastice, fiind similarul lui Noah din sezoanele anterioare. Poate fi puțin crispat și se gândește mult la lucruri ceea ce îl face o povară în timpul probelor.E indragostit de Sky
- Ella - Ella este super însorită, entuziastică și naivă. Îi place să își exprime sentimentele prin cântece. Ea a adorat Turneul Mondial al Dramei Totale, și deși Chris insistă că acest sezon nu are numere muzicale, Ella nu se poate abține să nu cânte puțin. Când ea cântă toate animalele se adună în jurul ei. Ea arată similar cu prințesele din filmele Disney.
- Jasmine - Jasmine este o fată din Australia, o supraviețuitoare înnăscută care poate face până și cele mai ciudate resturi folositoare. Ea poate găsi apă în locuri neplăcute și la un moment dat își face adăpost. Nu are probleme cu oridnele deși jargonul ei poate cauza confuzii. Dar ea este de fapt dulce și loială. E indragostita de Shawn.
- Leonard - Leonard este un actor de filme cu o imaginație vie și poartă costum de vrăjitor. Îi place să arunce fulgere imaginare pe ceilalți.
- Max - Max este un mare răufăcător. Întunecos de sarcastic și contrar, el urește tot ce alții iubește. Încearcă să fie cât de rău poate dar mereu dă greș. El este psihic dar poate vedea doar trei secunde din viitor. Când ceva vine înspre el el poate să ferească la timp însă e mai greu când îi avertizează pe ceilalți că mereu ceva îl lovește,este magnetul de durere,al acestui sezon.
- Rodney - Rodney este un băiat de la fermă foarte puternic. La prima vedere apare puternic și aspru dar este de fapt dulce. A crescut cu tatăl lui la fermă și are 7 frați. Ca rezultat este timid în fața fetelor dar este foarte poetic când este singur.
- Samey - Samey împreună cu Amy sunt surori gemene. Ea este sora cea dulce și naivă și este mereu emoționată. Uneori poate fi fricoasă. Ea și sora ei sunt majorete.
- Scarlett - Scarlett este o tocilară politicoasă și foarte deșteaptă. Dar pe ascuns este total malefică. Prima oară este văzută ca o versiune feminină a lui Cameron dar de fapt este la fel de rea ca Heather și Alejandro. Ea poartă ochelari dar de fapt nu sunt reali, e doar sticlă.
- Shawn - Shawn este un tip paranoid și puțin nebun. El nu crede că apocalispa zombilor va veni, el crede că este deja aici! A venit la concurs pentru că credea că o insulă izolată va emite venirea zombiilor. Shawn bea cafea 7 ore pe zi. La primul semn de pericol el se ascunde abandonându-și echipa speriat. Este atașat de filme horror și de jocuri video horror și este obsedat cu multe teorii de conspirație și vine cu teorii cât mai nebune de ale lui,el este castigatorul oficial acestui sezon.
- Sky - Fata atletică super dulce. Poate că e ea mică dar are o inimă imensă, zâmbet de megawatt și o grămadă de mișcări atletice. Are visuri olimpice și crede mult în munca în echipă și în comportamentul de sportiv.
- Sugar - Sugar este o fată grasă cu o inimă de aur. Ea vine de la o fermă dinafara Lloydminster, Alberta. O ganteră dulce și serios de drăguță care a semnat deoarece ea credea că Drama Totală este un carnaval și i-a trebuit diverse episoade să realizeze că nu este. Vorbește ca un competitor la carnaval repetând fiecare întrebare care i se adresează înainte de a răspunde în felul ei ("Eu cred personal..."). Are un regim intens pentru a arăta mereu splendid și doarme în bigudiuri.
- Topher - Topher este fermecat de Chris și este prea lăudat de abilitățile sale de gazdă. El începe oferind sugestii de cum probele să fie mai dureroase (colegii săi îl uresc dar Chris îl place mult). Totul se schimbă când Topher se îmbracă ca Chris și fură omagiile sale de gazdă de câte ori poate.

## Alte personaje
- Brady este iubitul lui Beth. El a fost presupus o persoană inventată pentru a o face pe Beth cool, dar a și-a făcut prima apariție în realitate în episodul În spatele scenei IV: Finale! urmat de Heather spunând „Nu numai că e real. E și foarte arătos.” și Justin spunând „Acum îmi doresc să nu fi votat.”
- Domnul Nucă de Cocos (en. Mr. Coconut) este un personaj introdus în primul sezon. El este o simplă nucă de cocos pe care Owen i-a desenat față când era rătăcit pe insulă pentru a nu se simți singur. Owen îl credea un bun prieten până când Domnul Nucă de Cocos a fost eliminat chiar în acel episod iar Owen s-a simțit foarte trist.
- Mama lui DJ, introdusă în al doilea sezon, a apărut a fi conștiința lui DJ în episodul Gradele de groază și ea părea să fie supărată pe el în halucinația sa. Ea a dezvăluit că numele real a lui DJ este „Devon-Joseph”. Mama lui DJ, de asemenea, apare în "În spatele scenei II: Este Duncan cui?", unde ea arunca legume în Geoff pentru că nu prezintă alte filme ale lui DJ (care arată că Bucătarul a fost cel care ia spus să spună că el nu se simte vinovat făcând o alianță ilegală cu Chef ). Ea, de asemenea, pare să îi fie teamă, din cauza părții cu "Adevăr sau Nicovală" (care implică o nicovală care cade pe DJ dacă el a spus o minciună). Ea a avut pe scurt un spectacol de gătit cu fiul ei, și un autobuz utilizat de către concurenți din evenimentele care duc până la Turneul Mondial al Dramei Totale.
- Josh este gazda emisiunii Vânătoarea de Vedete. El a apărut doar în episodul special al sezonului 2 unde el și co-prezentatoarea, Blaineley, a vorbit tot despre noutăți, actualizări și bârfă de la Drama Totală după ce Acțiunea Dramei Totale s-a încheiat.